# Дуваниште (Шабац)
Дуваниште је насеље у Србији у општини Шабац у Мачванском округу. Према попису из 2022. било је 457 становника.

## Демографија
У насељу Дуваниште живи 479 пунолетних становника, а просечна старост становништва износи 39,4 година (38,5 код мушкараца и 40,4 код жена). У насељу има 175 домаћинстава, а просечан број чланова по домаћинству је 3,49.
Ово насеље је великим делом насељено Србима (према попису из 2002. године), а у последња три пописа, примећен је пад у броју становника.
|  |

| Демографија | Демографија | Демографија |
| Година      | Становника  | Становника  |
| ----------- | ----------- | ----------- |
| 1948.       | 641         |             |
| 1953.       | 706         |             |
| 1961.       | 681         |             |
| 1971.       | 689         |             |
| 1981.       | 739         |             |
| 1991.       | 697         | 613         |
| 2002.       | 610         | 681         |

| Етнички састав према попису из 2002.‍ | Етнички састав према попису из 2002.‍ | Етнички састав према попису из 2002.‍ | Етнички састав према попису из 2002.‍ | Етнички састав према попису из 2002.‍ |
| ------------------------------------ | ------------------------------------ | ------------------------------------ | ------------------------------------ | ------------------------------------ |
|                                      |                                      |                                      |                                      |                                      |
| Срби                                 | Срби                                 |                                      | 600                                  | 98,36%                               |
| Хрвати                               | Хрвати                               |                                      | 3                                    | 0,49%                                |
| Црногорци                            | Црногорци                            |                                      | 1                                    | 0,16%                                |
| Македонци                            | Македонци                            |                                      | 1                                    | 0,16%                                |
| Југословени                          | Југословени                          |                                      | 1                                    | 0,16%                                |
| непознато                            | непознато                            |                                      | 3                                    | 0,49%                                |

| Година пописа     | 1948. | 1953. | 1961. | 1971. | 1981. | 1991. | 2002. |
| ----------------- | ----- | ----- | ----- | ----- | ----- | ----- | ----- |
| Број домаћинстава | 119   | 136   | 158   | 150   | 185   | 182   | 175   |

| Број чланова      | 1  | 2  | 3  | 4  | 5  | 6  | 7 | 8 | 9 | 10 и више | Просек |
| ----------------- | -- | -- | -- | -- | -- | -- | - | - | - | --------- | ------ |
| Број домаћинстава | 32 | 22 | 39 | 32 | 23 | 18 | 8 | 0 | 0 | 1         | 3,49   |

| Пол    | Укупно | Неожењен/Неудата | Ожењен/Удата | Удовац/Удовица | Разведен/Разведена | Непознато |
| ------ | ------ | ---------------- | ------------ | -------------- | ------------------ | --------- |
| Мушки  | 248    | 70               | 153          | 19             | 6                  | 0         |
| Женски | 253    | 55               | 152          | 39             | 7                  | 0         |
| УКУПНО | 501    | 125              | 305          | 58             | 13                 | 0         |

| Пол    | Укупно                    | Пољопривреда, лов и шумарство | Рибарство                            | Вађење руде и камена | Прерађивачка индустрија       |
| ------ | ------------------------- | ----------------------------- | ------------------------------------ | -------------------- | ----------------------------- |
| Мушки  | 130                       | 61                            | 0                                    | 0                    | 14                            |
| Женски | 86                        | 56                            | 0                                    | 0                    | 6                             |
| УКУПНО | 216                       | 117                           | 0                                    | 0                    | 20                            |
| Пол    | Производња и снабдевање   | Грађевинарство                | Трговина                             | Хотели и ресторани   | Саобраћај, складиштење и везе |
| Мушки  | 2                         | 12                            | 9                                    | 0                    | 15                            |
| Женски | 0                         | 2                             | 5                                    | 0                    | 1                             |
| УКУПНО | 2                         | 14                            | 14                                   | 0                    | 16                            |
| Пол    | Финансијско посредовање   | Некретнине                    | Државна управа и одбрана             | Образовање           | Здравствени и социјални рад   |
| Мушки  | 0                         | 1                             | 2                                    | 4                    | 1                             |
| Женски | 0                         | 0                             | 1                                    | 1                    | 6                             |
| УКУПНО | 0                         | 1                             | 3                                    | 5                    | 7                             |
| Пол    | Остале услужне активности | Приватна домаћинства          | Екстериторијалне организације и тела | Непознато            | Непознато                     |
| Мушки  | 3                         | 0                             | 0                                    | 6                    | 6                             |
| Женски | 2                         | 0                             | 0                                    | 6                    | 6                             |
| УКУПНО | 5                         | 0                             | 0                                    | 12                   | 12                            |